# Csád-tó
A Csád-tó (franciául: Lac Tchad) sekély lefolyástalan tó Közép-Afrikában, a Szahara-sivatag déli határán. Négy ország, Csád, Kamerun, Niger és Nigéria osztozott rajta, bár víz ma már csak a csádi és kameruni részeket borítja.
A Csád-tó az 1960-as évekig a világ hatodik legnagyobb tava volt, területe azóta az éghajlatváltozás és a tó vízkészletének túlzott használata miatt jelentősen zsugorodott, fél évszázad alatt a tizedére csökkent. Mindazonáltal több felmérés mutatja azt, hogy az 1990-es évek óta a csökkenés megállt, és a tó területe valamelyest növekedett. A tó kiterjedésének pontos meghatározását több tényező nehezíti, így az, hogy a száraz és esős évszakok váltakozása nagyban befolyásolja a tó méretét, valamint hogy a műholdak által készített képeken a tó sekélysége miatt nehéz megkülönböztetni a teljesen elárasztott területeket a mocsaras területektől és ártéri növényzettől. A tó legnagyobb kiterjedése a korai és középső holocén korban 400 000 km2 volt (Mega-Csád-tó), napjainkban a tó vízfelülete 1350 km2 és 2500 km2 közötti, a csapadéktól függően.
A Csád-tó rendkívüli gazdasági jelentőséggel bír a régió országai és a környezetében elő körülbelül 30 000 000 ember számára. A tó az itt lakóknak nemcsak vízforrás, a tóban élő halak táplálék és eladható termék, a tópart pedig termékeny, meződazdaságra használt terület.
A vízkészletek csökkenése katonai összecsapásokhoz vezetett. (Lásd még: Dárfúri konfliktus, 2007. január)

## Földrajzi környezet
A Csád-tó Közép-Afrikában, a Szahara déli határán, a Száhil övben fekszik. A Csád-medence veszi körül. Négy ország: Csád, Kamerun, Niger és Nigéria veszi körül. Vízgyűjtő területe ezenfelül Szudánra, Algériára, Líbiára és a Közép-afrikai Köztársaságra is kiterjed.
A vízutánpótlásáról gondoskodó legfontosabb folyók a Chari és a Logone, ezekből származik a tóba érkező víz 90%-a. A tó időszakos táplálói a Komandugu, a Ngadda, a Bunga és a Yedseram folyók, illetve egy, a Szahara felől betorkolló vádi. A beérkező víz alig 10%-a származik a Nigériából érkező folyókból. A jelenlegi átlagos vízmélység mindössze 1,3 méter.

## Története

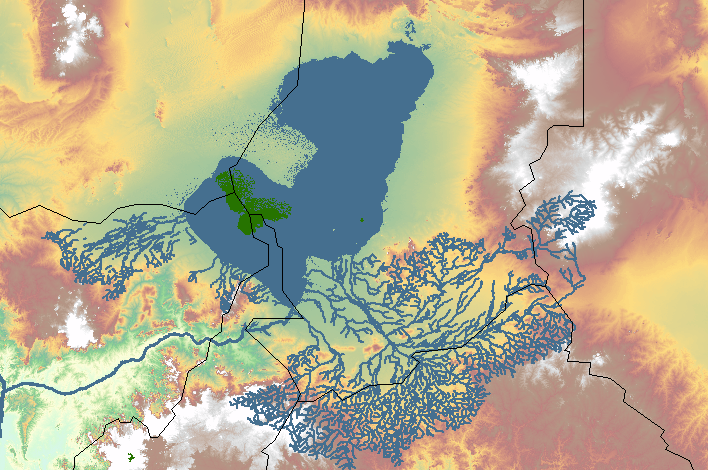
A tó területe a mai korban (zölddel) és a holocén kori Csád-tó (Mega-Chad).

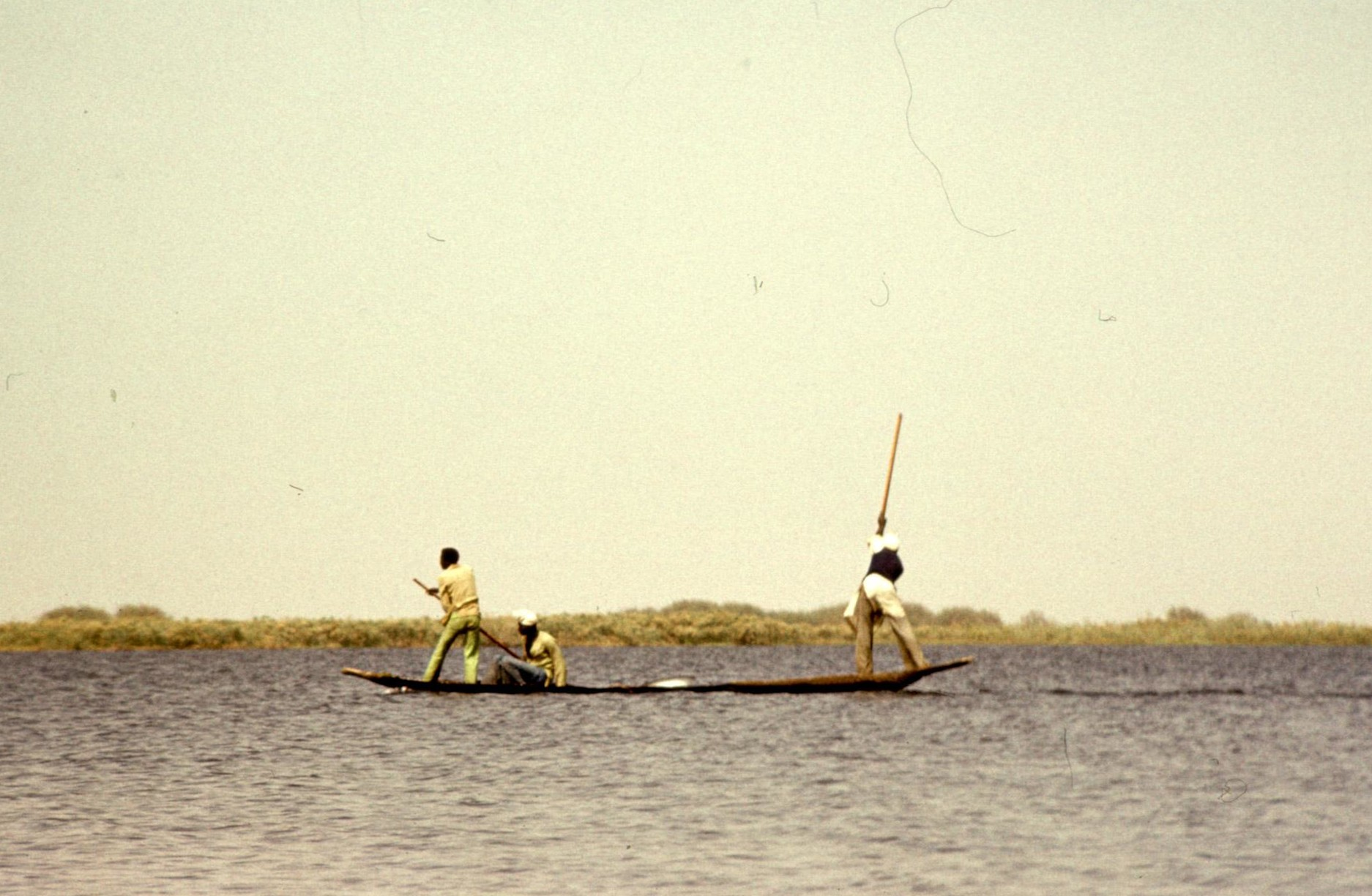
Halászok a tavon. Fotó az 1970-es évekből.

A Csád-tó a korai és középső holocén kori Csád-tó maradványa. Az angol nyelvű szakirodalomban az ősi Csád-tó a Mega-Chad vagy Megachad nevet kapta. Ez az ősi Csád-tó 7000 évvel ezelőtt érte el legnagyobb kiterjedését, amikor vízfelülete 350 000 km2-nél, néhány kutatás szerint pedig 400 000 km2-nél is nagyobb volt. Ekkor Afrika legnagyobb tava volt, a Föld ma legnagyobb tavánál, a Kaszpi-tengernél is nagyobb.
Vízfelületének nagysága szoros összefüggésben állt a Közép-Afrikában lehulló csapadék mennyiségével. A csapadékos időszakokban a tó a mai kiterjedésének többszörösét is elérte. A tavi üledékek vizsgálatából kimutatható, hogy a Csád-tó többször is (Kr. e. 8500-ban, 5500-ban, 2000-ben és 100 körül) igen közel került a kiszáradáshoz. Az európai felfedezők 1823-ban érkeztek meg partjára, azóta folyamatosan zsugorodik a tó víztükre. 1908-ban jutott először a kiszáradás szélére. 1960-ban a tó felülete 25 000 km² volt, mára ez 8000 km²-nyire csökkent, Nigéria teljesen elveszítette tópartját. 
A tó eltűnéséért két tényező felelős:
- vízgyűjtő területén az elmúlt évtizedekben a megszokottnál kevesebb csapadék esett, a Chari vízhozama 50%-kal csökkent (globális felmelegedés);
- a Chari és Logone folyók mentén egyre jelentősebb méreteket öltő öntözés.

A tendencia 1998 óta megfordulni látszik. A csapadékosabb időjárás miatt a tó területe némileg növekedett, emiatt fel kellett adni több újonnan alakított, part menti települést is. Az azonban megállapítható, hogy ha a jelenlegi folyamatok tovább erősödnek, akkor a tó a 21. század közepére akár teljesen el is tűnhet. A Csád-tó története az Aral-tó sorsával párhuzamosan fut, melyet szintén a teljes kiszáradás fenyeget.
Ahogy a tó mérete zsugorodik, úgy költöznek az afrikai falvak a már kiszáradt tómederre. Ilyen Bol, Yakoua, Sawa, Fourkoulom, Ngalerom és Tchoukouli települése is.